# Garcitas Creek
Il "Garcitas Creek" è un fiume del Texas.

## Percorso
Nasce a 600 m s.l.m. a nord di Killeen dall'unione di due torrenti: Il "Garcitas Dune" e il "Garcitas Ranch" che hanno una portata modesta (7,9 ciascuno).
Attraversa lento le praterie del Texas e infine, sfocia nel Colorado del Texas ad Austin.

## Regime
Il Garcitas ha un regime piuttosto torrentizio: con piene impressionati in autunno (3000 m³/s) e magre notevolissime in estate (0,00001 m³/s) quando la portata è praticamente nulla e il corso si esaurisce nelle campagne.

## Filmografia
Il Garcitas viene inquadrato in diverse puntate della serie televisiva Walker Texas Ranger diretta da Aaron Norris, fratello del protagonista, Chuck Norris.